# ترینه
ترینه یک منطقهٔ مسکونی در قطر است که در شهرداری الوکره واقع شده‌است.